# Большой секрет для маленькой компании
«Большо́й секре́т для ма́ленькой компа́нии» — кукольный мультфильм 1979 года режиссёра Юлиана Калишера
по сценарию Юнны Мориц, притча о дружбе, преданности, предательстве и раскаянии.

## История создания
Фильм, вслед за сценарием Юнны Мориц, был проникнут духом «английского абсурда» и творчества его русских последователей — Корнея Чуковского и обэриутов, и получился, по словам Калишера, «странным». При сдаче руководство «Экрана» потребовало убрать все песни Никитина (первоначально их было пять), ввести закадровый текст и «сделать фильм более понятным» с помощью монтажа. Удалось отстоять четыре песни, однако в остальном авторам пришлось пойти на уступки. При перемонтаже фильм укоротили примерно на 100 метров.

## Сюжет
Собака, лошадь и кошка нашли волшебную подзорную трубу. Каждый, посмотрев в неё, увидел свой большой секрет. Они прыгают в волшебный колодец и попадают сначала на планету огромных чёрных котов, потом на планету беззаботных собачек и, наконец, на планету летающих лошадей.
В итоге каждый из них понимает, что главное — это друзья и вот в этом и заключается их общий большой секрет.

## Песни
В мультфильме звучат песни Сергея Никитина на стихи Юнны Мориц, которые исполняют Татьяна и Сергей Никитины:
- «Сильнее кошки зверя нет»

Все кошки все коты и все котята

Когда-то обожали всех собак

Бежали с ними за компанию когда-то

Тетрадки покупать в универмаг.

- «Собака бывает кусачей»

Собака бывает кусачей

Только от жизни собачьей

Только от жизни, от жизни собачьей

собака бывает кусачей!

- «Летающие лошади»

Hо только лошади летают вдохновенно,

Иначе лошади pазбились бы мгновенно,

И pазве стаи белокрылых лебедей

Поют как стаи белокрылых лошадей?…

- «Большой секрет»

Hе секрет, что друзья не pастут в огороде

Hе продашь и не купишь друзей.

И поэтому я так бегу по дороге

С патефоном волшебным в тележке своей.

## Создатели
- Автор сценария: Юнна Мориц
- Режиссёр: Юлиан Калишер
- Художник-постановщик: Людмила Танасенко
- Композитор: Сергей Никитин
- Оператор: Эрнст Гаман
- Звукооператор: Виталий Азаровский
- Песни исполняли: Татьяна и Сергей Никитины
- Текст за кадром читала: Юнна Мориц
- Художники-мультипликаторы: Ольга Анашкина, Борис Савин, Фазиль Гасанов
- Ассистент художника: Елена Зеленина
- Монтаж: Светланы Симухиной
- Редактор: Алиса Феодориди
- Директор картины: Олег Кузнецов

## Анализ
Социальный антрополог Мария Ахметова находит в мультфильме аллюзии на эпизод искушения Иисуса Христа из Евангелия. Искушения кота, собаки и лошади силой/властью, сытостью и полётом соответствуют трём искушениям Христа. Кота искушают властью, поскольку это связано с образом кошки как свободолюбивого и гордого животного, примеры чего можно найти в сказке Редьярда Киплинга «Кошка, которая гуляла сама по себе» (1902) и в пьесе Мориса Метерлинка «Синяя птица» (1908). Собаку искушают пищей, что сопоставимо с садом тучных земных Блаженств в той же «Синей птице». Лошадь искушают полётом, что является аллюзией на Пегаса. Кроме того, в фильме отражены мифологические бинарные оппозиции «верх — низ» и «свет — тьма».

## Выставка
- 2.11.2007 в Московской «Галерее на Солянке» открылась выставка Людмилы Танасенко «Большой секрет для маленькой компании».[8]

## Издание на видео
В России в 1990-е годы выпускался на VHS в сборнике мультфильмов изданием «Studio PRO Video», с 1996 года — изданием «Видеовосток» со звуком Hi-Fi Stereo и в системе PAL. В 2000—2001 годах выпущен на VHS изданием «Мастер Тэйп» в сборнике мультфильмов «Детский кинотеатр: Доктор Айболит». В 2003 году выпущен на DVD изданием «ИДДК».
Мультфильм неоднократно издавался на DVD в сборниках мультфильмов:
- «Большой секрет для маленькой компании» (Крупный план)
- «Тигрёнок и его друзья» Сборник мультфильмов (Экран)
- «Как найти друзей?» Сборник мультфильмов (Твик-Лирек)
- «Любимые песенки» Сборник мультфильмов